# Малое Леташово
Малое Леташово, в документах Отечественной войны 1812 года — Малая Литашевка, Леташовка (Леташевка), во время Великой Отечественной войны — просто Леташово — бывшая деревня в Жуковском районе Калужской области. Находилась на северо-востоке области, поблизости от границы Московской области, непосредственно на Старой Калужской дороге. Полностью разрушена во время Великой Отечественной войны.
В 1812 году здесь, в тылу Тарутинского лагеря, располагался штаб М. И. Кутузова. В 2012 году на месте деревни установлен памятный знак в конце дороги из Большого Леташово на средства, собранные учениками 1529-й гимназии. Леташовка упоминается в романе-эпопее Л. Н. Толстого «Война и мир».
В конце 1941 года при штурме опорного пункта гитлеровцев в этой деревне погибли многие бойцы 17-й стрелковой дивизии РККА. Первоначально захороненные на месте боя, их останки были позже перенесены на кладбище в Тарутино.